# Charles Léopold Mayer
Pour les articles homonymes, voir Mayer.
Charles Léopold Mayer, né le 22 juin 1881 à Paris où il est mort le 21 avril 1971, est un scientifique, philosophe et financier français d'origine irlandaise.

## Biographie
Né en 1881, Charles Léopold Mayer devient ingénieur chimiste. Il publie, au début du XXᵉ siècle, plusieurs articles dans le Bulletin de la Société chimique de France, et dépose des brevets, notamment sur les obus. En 1908, il traduit de l'allemand vers l'anglais un livre sur les pigments,. En 1920, il est membre de l'American Chemical Society.
Durant la Première Guerre mondiale, le gouvernement français l'envoie aux États-Unis afin de rendre un rapport destiné à l'armée française sur les capacités de l'industrie chimique américaine. Ce rapport sera publié dans un livre en 1919.
Il fait fortune grâce à ses investissements financiers de long terme (actions de l'entreprise Boeing en 1920, mines aurifères sud-africaines, ...),.
Admirateur d’Alfred Nobel, il choisit de mettre sa fortune au service de travaux à caractère scientifique et humaniste. Il est l’auteur de plusieurs ouvrages, notamment sur les moteurs du progrès, faisant l'objet de comptes rendus dans plusieurs revues scientifiques,.
Entre 1953 et 1962, il fonde et entretient la Revue libérale dont le champ couvre des domaines aussi variés que l’histoire, la philosophie, la politique ou encore l’économie.
De 1955 à 1963, il finance annuellement le Prix Charles-Léopold Mayer attribué par la Société de chimie biologique. Depuis 1961, ce même prix est décerné par l'Académie des sciences à des chercheurs,,.
À sa mort en 1971, Charles Léopold Mayer n’a pas d’héritier et désigne Madeleine Calame, sa secrétaire depuis 30 ans, comme exécutrice testamentaire et administratrice de la future fondation. Après diverses péripéties juridiques et extra-juridiques, la Fondation pour le Progrès de l'Homme est créée en 1982, en Suisse,,,. Depuis 1996, la fondation porte en partie son nom. En 2019, la fondation dispose d'un patrimoine mobilier et immobilier d'environ 400 millions de francs suisses (CHF). Les revenus annuels de ce patrimoine représentent environ 9 millions de CHF qui sont redistribués.
Depuis 1995, par le truchement de sa fondation, le nom de Charles Léopold Mayer est également associé à une maison d'édition française qui édite principalement des ouvrages de sciences humaines et sociales. 

## Œuvre scientifique
Charles Mayer, L'industrie chimique aux États-Unis, Montréal, La Cie de publication de la Patrie, 1919, 291 p. (lire en ligne)
Diverses contributions dans le Bulletin de la Société chimique de France,.

## Œuvre littéraire
- Reyam (pseudonyme de Charles Mayer), Les Principes de Machiavel et la politique de la France, New York, Éditions de la maison française, 1943, 359 p.[25],[26]
- Charles Mayer (préf. André Maurois), L'homme ne vaut que par le progrès, New York, Éditions de la maison française, 1945, 401 p.[27]
- Charles Mayer (préf. André Maurois), Matérialisme progressiste, Paris, Société Française de Presse, 1947, 181 p. (lire en ligne)[14]
- Charles Mayer, L'économie au service du progrès, Paris, Rivière, 1948, 412 p.[28],[29],[30]
- Charles Mayer (préf. Jean Rostand), La Morale de l'avenir, Paris, Marcel Rivière, 1952, 461 p. (lire en ligne)[31],[32]
- Charles Léopold Mayer, La sensation crée la vie, Paris, Marcel Rivière, 1960, 142 p.[33],[34],[35]
- Charles Léopold Mayer, L'Homme face à son destin, Paris, Éditions Marcel Rivière et Cie, 1964, 251 p.[36],[13],[37]